# Dasiüromorfs
Els dasiüromorfs (Dasyuromorphia, que vol dir ‘cua peluda’ en grec) són un ordre de metateris compost de la majoria de marsupials carnívors, incloent-hi els gats marsupials, ratolins marsupials, numbats, diables de Tasmània i els recentment extints llops marsupials. Les úniques excepcions són els bàndicuts (omnívors de l'ordre Peramelemorphia) i els talps marsupials (que s'alimenten de carn però són molt diferents i ara es troben en un ordre propi, Notoryctemorphia).
Nombroses espècies de marsupials sud-americans (ordres Didelphimorphia, Paucituberculata i Microbiotheria) també són carnívors, així com alguns membres extingits de l'ordre Diprotodontia, inclosos els cangurs extingits (com Ekaltadeta i Propleopus) i els tilacoleònids, i alguns membres extingits del clade Metatheria i tots els membres de l'extint superordre Sparassodonta.
L'ordre conté quatre famílies: una amb un únic membre, dues amb només espècies extingides (incloent-hi el llop marsupial) i una altra, Dasyuridae, amb 73 espècies existents.

## Característiques

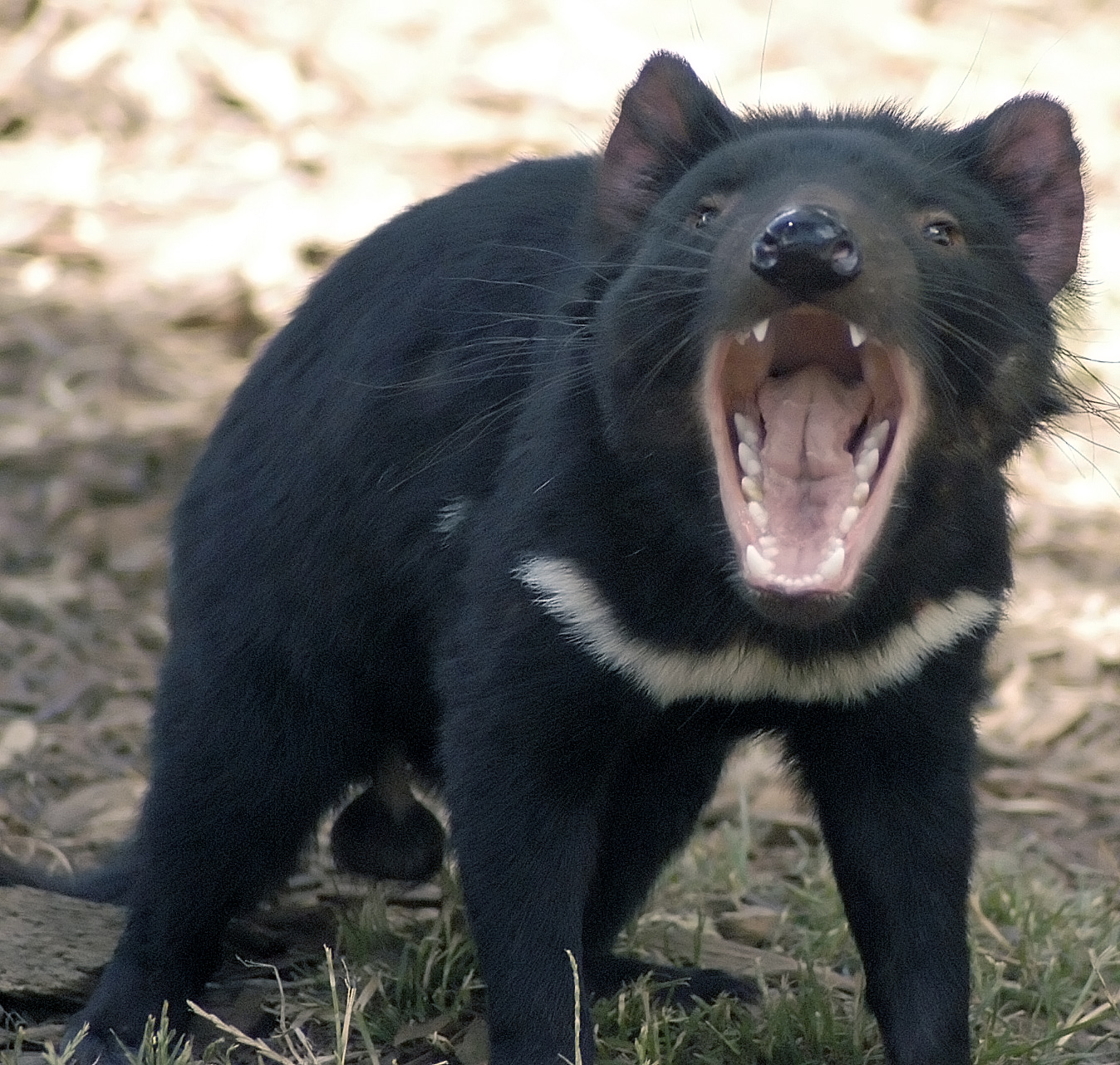
El diable de Tasmània (Sarcophilus harrisii) és una espècie de marsupial dasiüromorf de la família dels dasiúrids. Fins fa poc, era endèmic de l'estat insular de Tasmània, però a finals del 2020 en fou reintroduïda una petita població viable a Nova Gal·les del Sud, a l'Austràlia continental.

A diferència dels herbívors, que tendeixen a especialitzar-se molt per a nínxols ecològics particulars i es diversifica molt en la seva forma, els carnívors tendeixen a ser molt semblants entre ells, sens dubte pel que fa a la forma externa. De la mateixa manera que els carnívors de l'hemisferi nord, com els gats, les mangostes, les guineus i les mosteles són molt més semblants en l'estructura que, per exemple, els camells, les cabres, els porcs i les girafes, els depredadors marsupials també estan obligats a conservar formes semblants d'ús general, que reflecteixen les dels carnívors placentaris. Els noms que els van donar els primers colons europeus reflecteixen això: el llop marsupial o el gat marsupial.
L'especialització principal entre els depredadors marsupials és la de la mida: abans dels canvis ambientals massius que es van produir amb l'arribada dels humans fa uns 50.000 anys, hi havia diversos carnívors molt grans, cap d'ells membre de Dasyuromorphia i tots ja extints. Els que van sobreviure en temps històrics van des de la lilacina de la mida d'un llop fins al minúscul ratolí marsupial d'Ingrim que, de 4 a 6 grams, mesura menys de la meitat d'un ratolí. La majoria, però, tendeixen a l'extrem inferior de l'escala de mida, normalment entre uns 15 o 20 grams i uns 2 quilograms, o des de la mida d'un ratolí domèstic fins a la d'un petit gat domèstic.

## Hàbitat

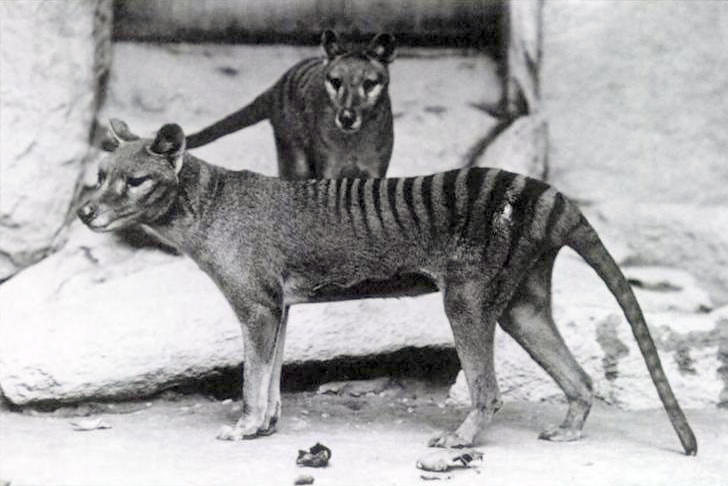
Thylacinus és un gènere extint de marsupials carnívors. L'últim representant del gènere, el llop marsupial, s'extingí el 1936.

Aquests animals habiten Austràlia, Tasmània, Nova Guinea i les illes properes, colonitzant gran varietat d'ecosistemes d'aquesta regió geogràfica. La major part tenen hàbits terrestres, si bé algunes espècies són exclusivament arborícoles.
Els marsupials carnívors d'Australàsia viuen en molts hàbitats diferents, des de la selva tropical fins al desert. Cada espècie té adaptacions que li permeten viure al seu entorn particular. Per exemple, el numbat té urpes que li serveixen per esgarrapar la terra i desenterrar els tèrmits al bosc on viu. El gat marsupial cuatacat té crestes especials a la part inferior de les potes i urpes esmolades que l'ajuden a enfilar-se pels grans arbres.
Molts dels marsupials carnívors d'Australàsia viuen en hàbitats on pot fer molta calor o molt fred. Les diferents espècies tenen diferents maneres de protegir-se d'aquestes temperatures extremes. Algunes espècies, com el numbat, excaven caus subterranis que recobreixen amb fulles mortes i altres parts de plantes per aïllar-se. Altres espècies són capaces de reduir la temperatura corporal a propòsit. Això s'anomena torpor i redueix la quantitat d'energia que un animal necessita per viure quan fa massa fred o està exposat a altres tensions ambientals, com l'escassetat d'aliments.

## Alimentació

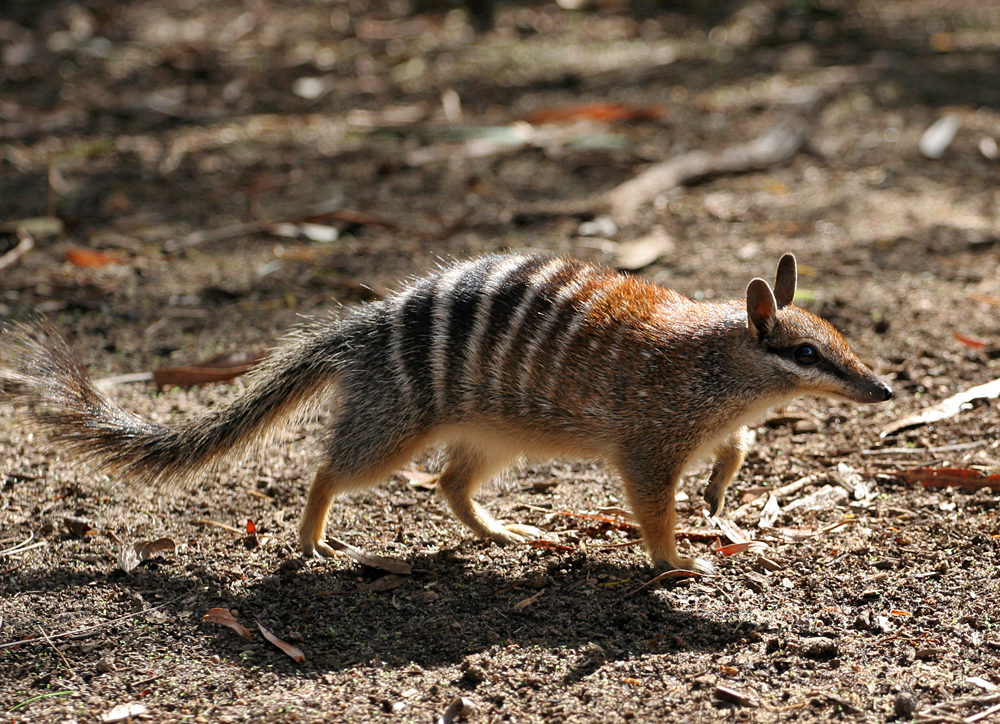
El numbat (Myrmecobius fasciatus) és un petit marsupial endèmic d'Austràlia occidental. És l'únic membre del gènere Myrmecobius i la família dels mirmecòbids (Myrmecobiidae), una de les tres que componen l'ordre Dasyuromorphia. Malgrat el seu nom científic rarament menja formigues i gran part de la seva dieta es compon gairebé únicament de tèrmits.

Els hàbits alimentaris varien des de la dieta exclusivament a base de termes i altres insectes colonials de Myrmecobius fasciatus a l'exclusivament carnívora de Thylacinus cynocephalus.
Els marsupials carnívors d'Australàsia mengen carn i insectes. El que menja cada espècie depèn de la mida, l'hàbitat i el tipus d'adaptacions que tingui per caçar. Les espècies més petites solen menjar insectes, i les més grans altres animals, encara que de vegades també mengen insectes. Molts dels marsupials carnívors més grans d'Australàsia poden mastegar i menjar animals sencers, inclosos els ossos i la pell. El numbat viu al bosc i menja tèrmits que treu del subsòl amb les seves afilades urpes o que troba sota les branques mortes que empeny amb el seu punxegut musell. El dimoni de Tasmània menja molts tipus de carn, i s'ha informat que menja animals tan grans com els wallabies.

## Classificació
Per proporcionar context, la taula següent també mostra les altres branques principals de l'arbre marsupial d'Australàsia.
- Ordre Microbiotheria: (1 espècie, el colocolo d'Amèrica del Sud)[15]
- Ordre Dasyuromorphia
  - Família † Thylacinidae
    - † Tilacina (Thylacinus cynocephalus)[16]

  - Família Dasyuridae (72 espècies en 20 gèneres)[17]
    - Subfamília Dasyurinae: quolls, kowari, mulgara, petit kaluta vermell, dibblers, phascogales, antechinuses, pseudantechinuses i el diable de Tasmània
    - Subfamília Sminthopsinae: dunnarts, kultarr, planigales i ningaui

  - Família Myrmecobiidae
    - Numbat (Myrmecobius fasciatus)[18]

  - Família † Malleodectidae[19]
    - Gènere † Malleodectes
- Ordre Peramelemorphia (21 espècies: bandicoot de la selva tropical, bandicoot i bilbies)[20]
- Ordre Notoryctemorphia (dues espècies de talps marsupials)[21]
- Ordre Diprotodontia (unes 137 espècies en 11 famílies, inclosos els coales, els wombats, els zarigües, els potoroos, els cangurs, els wallabies i altres)

## Història
L'origen dels dasiuromorfs és a l'Oligocè Superior, sent la família Thylacinidae la primera que va començar a diferenciar-se. Només una espècie d'aquesta família, el llop marsupial (Thylacinus cynocephalus) ha sobreviscut fins a temps històrics, encara que es va declarar extint a la primera meitat del segle xx. Les altres dues espècies conegudes de tilacinids van desaparèixer al Plistocè.
La pèrdua de l'hegemonia dels tilacinids va tenir lloc durant el Miocè tardà, coincidint amb la gran diversificació que els dasiúrids, apareguts durant el Miocè Mitjà.
Cap dels grups amb espècies vives en el present va sorgir abans del Pliocè, però tots els fòssils procedents del Plistocè coneixen encara espècies estretament emparentades amb exemplars vius.
Pel que fa als mirmecòbids, les dades fòssils més antigues que es coneixen procedeixen del Plistocè.